# Хорват, Кристофер
Кристофер Хорват Дьёрдь (венг. Horváth Krisztofer György; род. 8 января 2002, Хевиз, Кестхейский яраш) — венгерский футболист, полузащитник клуба «Торино» и сборной Венгрии.

## Клубная карьера
Хорват — воспитанник клубов «Хевиз» и «Залаэгерсег». 25 марта 2018 года в матче против «Бекешчаба 1912» он дебютировал во Второй лиге Венгрии в составе последнего. 27 мая в поединке против «Шопрона» Кристофер забил свой первый гол за «Залаэгерсег». В 2019 году Хорват перешёл в итальянский СПАЛ. 26 июля 2020 года в матче против «Торино» он дебютировал в итальянской Серии A. Летом того же года Хорват перешёл в «Торино» и сразу же был отдан в аренду в клуб «Академия Сегед-Чанада Грошича». 12 сентября в матче против «Сентлёринца» он дебютировал за новую команду. 3 октября в поединке против «Диошдьёра» Кристофер забил свой первый гол за «Академию Грошича».
Летом 2022 года Хорват на правах аренды перешёл в «Дебрецен». 12 августа в матче против «Вашаша» он дебютировал в чемпионате Венгрии. По итогам сезона Кристофер помог клубу завоевать серебряные медали.
В начале 2023 года Хорват был арендован клубом «Кечкемет». 29 января в матче против «Фехервара» он дебютировал за новую команду. 18 февраля в поединке против «Ференцвароша» Кристофер забил свой первый гол за «Кечкемет».

## Международная карьера
10 сентября 2023 года в товарищеском матче против сборной Чехии Хорват дебютировал за сборную Венгрии. В 2024 году Кристофер принял участие в чемпионате Европы 2024 в Германии. На турнире он был запасным и на поле не вышел.